# Alice Nzomukunda
Alice Nzomukunda est une femme politique hutu burundaise née le 12 avril 1966 à Bujumbura. Nzomukunda a été vice-présidente du parlement. Elle était seconde vice-présidente du Burundi du 29 août 2005 jusqu'à sa démission le 5 septembre 2006. Nzomukunda est membre du Conseil national pour la défense de la démocratie-Forces de défense de la démocratie (CNDD-FDD).

## Biographie
La nouvelle constitution burundaise, approuvée le 28 février 2005 crée deux postes de vice-président. Le poste de second vice-président est réservé aux hutus et est chargé de traiter les affaires économiques et sociales. Nzomukunda a été nommée par le  président Pierre Nkurunziza le 29 août 2005 (en même temps que le premier vice-président Martin Nduwimana). Elle est investie par l'Assemblée nationale du Burundi avec 109 voix pour ; et par le Sénat avec 46 voix pour et 2 contre. Nzomukunda a immédiatement prêté serment.
Nzomukunda démissionne de son poste le 5 septembre 2006 pour protester contre la corruption et les violations des droits de l'homme par le gouvernement. Elle conteste aussi l'existence d'une tentative de coup d'État qui a entrainé l'arrestation de l'ancien président Domitien Ndayizeye le 21 août. Elle a été remplacée par Marina Barampama au poste de seconde vice-présidente. Nzomukunda part alors en exil en Belgique.
Nzomukunda revient au Burundi après l'éviction d'Hussein Radjabu du CNDD-FDD et est élue vice-présidente du Parlement burundais le 25 avril 2007 succédant à Honesime Nduwimana.
En 2007, son parti a voté son éviction ainsi que celles d'autres membres du parti. À partir de ce moment, Alice Nzomukunda bascule dans le camp opposant. Pourchassée par le pouvoir, elle quitte le Burundi pour des raisons de sécurité. Elle continue à œuvrer dans la politique et crée son propre parti ADR (Alliance Démocratique pour le Renouveau) se présentant elle-même comme candidate à l'élection présidentielle burundaise de 2010. Après avoir perdu les élections, l'opposition décide de créer un parti unique regroupant tous les partis opposants y consentant, dont l'ADR de Nzomukunda.